# 私の青おに
『私の青おに』（わたしのあおおに）は、NHK BSプレミアムにて2015年11月18日に放送された日本のテレビドラマである。
NHK山形放送局の山形発地域ドラマであり、主演は村川絵梨が務めた。
浜田廣介作の児童文学「泣いた赤鬼」をモチーフとした、ひとつの友情の再生の物語である。
2015年は「泣いた赤鬼」の単行本が出版されて80年目である。

## ストーリー
～止まっていた時間は、熟成の時間だった～
「泣いた赤鬼」の作者の浜田の故郷である山形県東置賜郡高畠町にて、商店街の町おこしプロジェクトが進行していた。「泣いた赤鬼の『その後の物語』を公募し、最優秀作を絵本として出版する」というものだった。そのプロジェクトのために、地元出身の、東京の書籍編集者である莉子が久々に地元に帰ってきた。
莉子には、高校時代クラスでいじめられていたとき声をかけてくれた味方の同級生の文香を裏切った過去があった。その時から莉子の心の歯車は止まり、大学進学～大手出版社～小さな出版社と人生を歩き、地元から離れていた。
それぞれの人生を歩んでいた「赤鬼」と「青鬼」が再会したとき、泣いた赤鬼の「その後の物語」が始まった。

## キャスト
辻村 莉子
演 - 村川絵梨（高校時代：金井美樹）
東京にある「岩倉書房」に勤める編集者。
夏目 文香
演 - 木南晴夏（高校時代：上白石萌歌）
莉子と琴美の同級生。地元で、実家のぶどう園を継いでいる。
結城 一也
演 - 眞島秀和
山形県出身のベストセラー作家。莉子の元恋人。
森岡 広太
演 - 中島歩
浜田広介記念館の学芸員。
瀬戸
演 - 内藤理沙
イラストレーター。『続・泣いた赤鬼』のイラストを担当。
内田琴美
演 - 馬場園梓（高校時代：白鳥羽純）
莉子と文香の同級生。文具屋を営む。
辻村 照夫
演 - 遠山俊也
莉子の父
辻村 幸枝
演 - 伊藤かずえ
莉子の母
みどり
演 - 橋本マナミ
蕎麦屋の女将。
小坂
演 - 山中崇
酒屋店主。
竹本
演 - 嶋田久作
「岩倉書房」の社長兼編集長。
吉原
演 - 石澤智幸
町おこしイベントの実行委員長。

## スタッフ
- 演出 - 倉崎憲（NHK山形放送局）
- 音楽 - 本間昭光
- 脚本 - 相沢友子
- アニメーション担当 - 保谷瑠美子
- プロデュース - 保高隆之
- 制作統括 - 石川慶（NHK山形放送局）、陸田元一

## その他
- 2016年5月4日（水曜日・みどりの日）には東北地方で再放送された[2]。また2017年2月5日には、NHK総合テレビジョンで放送された[3]。